# Club Balonmano Benidorm
El Club Balonmano Benidorm es un club español de balonmano de la ciudad de Benidorm (Alicante) España. Actualmente participa en la Liga ASOBAL, categoría en la que milita por primera vez tras lograr el ascenso en la temporada 2013/14 desde la División de Honor Plata.

## Plantilla 2024-25
|  | Porteros - 01 Miquel Alvado - 12 Roberto Domènech - 99 Krystian Witkowski Extremos izquierdos - 13 Tommaso De Angelis - 21 Nikolas Zarikos Extremos derechos - 20 Ramiro Martínez - 22 Hugo Vila Pívots - 08 José Oliver - 10 Daniil Zhukov - 11 Lucas Moscariello | Laterales izquierdos - 04 Pablo Agulló - 14 Jaume Planells - 18 Leo Alonso - 24 Matías Cañellas - 93 Abdoulah Mané Centrales - 19 Juan Carlos Sempere - 23 Mirko Djurovic - 34 Nacho Valles Laterales derechos - 05 Pablo Vainstein - 55 David Roca |

### Cuerpo técnico
- Entrenador: Marko Krivokapic
- Ayte. Entrenador: Isidre Perez
- Oficial: Rafael Veras
- Oficial: Jesus Magdalena Pardo
- Oficial: Pedro Muñoz
- Oficial: Alejandro Cutanda
- Médico: José Francisco Vicedo
- Médico: Arturo Medrano

## Premios, reconocimientos y distinciones
- Mención Especial de 2014 en los Premios Deportivos Provinciales de la Diputación de Alicante (2015)[2][3][4]